# Christopher Chubasco Wilkins
Christopher Chubasco Wilkins (29 de septiembre de 1968 - 11 de enero de 2017) fue un preso de Texas condenado a muerte y ejecutado por un doble asesinato de 2005. Wilkins fue el primer reo ejecutado en los Estados Unidos en el año 2017.

## Hechos
El 27 de octubre de 2005, Wilkins disparó y mató a Willie Freeman de 40 años y a Mike Silva de 33 años de edad. Freeman supuestamente había engañado a Wilkins en un negocio de drogas; haciendo que le comprase una piedra de grava por 20 dólares haciéndole creer que era crack. Silva estaba con Freeman en el momento y por lo tanto fue testigo de la matanza. Los números "666" y una estrella de cinco puntas que coinciden con uno de los numerosos tatuajes de Wilkins fueron encontrados tallados en el coche de Silva en la escena de los homicidios. También se encontraron las huellas dactilares de Wilkins. 
El día anterior, Wilkins también presuntamente mató a Gilbert Vallejo de 47 años de edad, fuera de un bar en el sur de Fort Worth después de una disputa sobre un teléfono público.
El 28 de octubre de ese año Wilkins fue detenido y acusado de los asesinatos de Freeman y Silva; Más tarde también confesó haber asesinado a Vallejo. Fue condenado a muerte el 12 de marzo de 2008, después de sólo 90 minutos de deliberación por parte del jurado.
Wilkins fue programado inicialmente para ser ejecutado el 28 de octubre de 2015 (que, casualmente, era el décimo aniversario de su detención). Su ejecución fue suspendida y reprogramada más tarde para el 11 de enero de 2017. Wilkins fue ejecutado mediante inyección letal el miércoles 11 de enero de 2017, a las 6:29 a. m. Tenía 48 años de edad.